# 突星表孔珊瑚
突星表孔珊瑚（学名：Montipora monasteriata）为軸孔珊瑚科表孔珊瑚屬下的一个种。